# Addio al nubilato 2 - L'isola che non c'è
Addio al nubilato 2 - L'isola che non c'è è un film italiano del 2023 diretto da Francesco Apolloni.
Il film è il sequel del film del 2021 Addio al nubilato.

## Trama
Nel sequel del film del 2021, le quattro protagoniste saranno coinvolte in un viaggio on the road e con una casa famiglia.

## Produzione
Tre anni dopo Addio al nubilato, Amazon Prime ha prodotto il sequel del film, sempre sotto la direzione e sceneggiatura di Francesco Apolloni. Il cast del film vede il ritorno delle attrici coinvolte nel precedente film: Laura Chiatti, Antonia Liskova, Jun Ichikawa, Enula e Chiara Francini.

## Distribuzione
Il film è stato distribuito sulla piattaforma di streaming on demand Prime Video il 17 ottobre 2023.

## Accoglienza
Damiano Panattoni di Movieplayer.it, sebbene noti «un palese abuso delle didascalie di pensiero» e struttura narrativa «fragile», assegna al film un punteggio di 3 su 5, scrivendo che la fotografia e le impostazioni della regia «evitando la risata forzata e puntando dall'altra parte ad un maggior coinvolgimento umano», considerandolo migliore del primo atto.